# RIAS Tanzorchester
Het RIAS Tanzorchester was een Duitse bigband.

## Geschiedenis
Het orkest werd in november 1948 opgericht en samengesteld door Werner Müller. Het bestond uit 33 instrumentalisten. Binnen afzienbare tijd bereikten ze grote bekendheid en populariteit. Het orkest werd uitgenodigd voor tournees in Japan. Veel bekende sterren uit de jaren 1950 namen samen met het RIAS Tanzorchester hits op, waaronder Bully Buhlan, Rita Paul, Peter Kraus, Caterina Valente, Mona Baptiste en anderen.
De eerste plaatopnamen van het orkest werden uitgebracht bij Telefunken, totdat Müller in 1950 wisselde naar Polydor. Tijdens de jaren 1950 ontstonden ook veel bekende instrumentale opnamen van het orkest, zoals Dob's Boogie, Sport und Musik, How high the Moon en Blende auf. Tijdens de jaren 1960 maakte Müller hoofdzakelijk opnamen met Caterina Valente. Toen was het orkest onder contract bij Decca Records. 
Na Werner Müller volgden in 1967 Dave Hildinger en in 1970 Helmuth Brandenburg. In 1974 werd het orkest overgenomen door Horst Jankowski. Het speelde bij tv-programma's als Musik liegt in der Luft (ZDF), Zu Gast bei Horst Jankowski (3sat) en ZDF-Sommergarten, maar ook bij de grote Berlijnse ballen en de RIAS-paraden in de Deutschlandhalle. In 1986 trad het orkest op bij het RIAS-gala 'Kinder wie die Zeit vergeht – 40 Jahre RIAS'. Ook oprichter Werner Müller mocht nog een keer aan de dirigentenconsole.
Toen in de jaren 1990 de RIAS en de Stimme der DDR tot de nieuwe Deutschlandradio Kultur werden samengevoegd, volgde een transformatie van het RIAS Tanzorchester. In 1993 werd het een onderdeel van de Rundfunk Orchester und Chöre GmbH, in 1995 werd de RIAS Big Band als opvolgend ensemble opgericht.